# Cosmotronic Remixed
Cosmotronic Remixed è un album di remix del cantante italiano Cosmo, pubblicato il 19 aprile 2019 dalla 42 Records.

## Descrizione
Composto da 11 brani, contiene i remix effettuati da disc jockey italiani delle canzoni inserite nell'album Cosmotronic.

## Tracce
Testi di Marco Jacopo Bianchi.
1. Animali (Not Waving Furore Edit) – 5:35
2. Tristan Zarra (No Polizia in our Raves Remix) – 8:12
3. Ho vinto (Enea Pascal Sinti Remix) – 5:55
4. Tutto bene (SPLENDORE Remix) – 6:01
5. Sei la mia città (Serpente Remix) – 4:40
6. Turbo (Hugosan Tropicantesimo Remix) – 7:36
7. Barbara (Fabio Fabio Rework) – 6:04
8. L'amore (Underspreche Remix) – 5:59
9. Attraverso lo specchio (Fabrizio Mammarella Remix) – 6:22
10. La notte farà il resto (Bitch Volley Remix) – 5:33
11. Bentornato (Elisa Bee Remix) – 7:08